# 琉球系人
琉球系人（りゅうきゅうけいじん; 琉球ディアスポラ）とは、日本の琉球諸島、特に沖縄本島からの琉球民族の移住者およびその子孫のことを指す。
最初に記録された琉球人の海外移住は15世紀であり、当時の明（中国）・福州に居留地を築いたとされている。その後、20世紀初頭にはハワイへの大規模な移住が起こり、1920年代には太平洋諸島各地への移住が続き、20世紀を通じて南北アメリカ大陸への移住も複数回にわたって行われた。
1879年に日本が琉球王国を併合したことにより、琉球人は日本国民とされた。そのため、琉球人の移民は一般的に「日系人」の一部として分類されることが多い。しかし、琉球系人の一部には、自分たちを大和民族（ヤマト）とは異なる独自の集団とみなす者も存在する。

## 歴史
19世紀後半から20世紀初頭（明治時代）にかけて、琉球諸島では多くの人々が経済的困難に直面していた。その結果、日本で海外移住が合法化されると、多くの琉球人が島々を離れ、ブラジル、ペルー、ハワイ、さらには日本本土（内地）などへ渡航した。
アメリカ合衆国に最初に移住した琉球人は、當山久三に率いられた26人の沖縄県出身の契約労働者であった。彼らは1900年1月8日、ハワイ準州に到着し、現地のサトウキビ農園で働いたとされる。2020年時点では、ハワイ州にはおよそ4万5,000人から5万人の琉球系の血を引く人々が暮らしており、州全体の人口の約3%を占めている
最初の日本人移民がブラジルに到着したのは、1908年6月18日、サンパウロ州のサントス港であった。この移民団の約半数は、琉球出身者であった。